# آرون وولف
آرون وولف (انگلیسی: Aaron Wolf؛ زادهٔ ۲۵ فوریهٔ ۱۹۹۶) جودوکار اهل ژاپن است.
وی در مسابقات کشوری و بین‌المللی در مجموع برندهٔ ۸ مدال طلا، ۴ مدال نقره و ۴ مدال برنز شده‌است.